# George Wootten
O major-general Sir George Frederick Wootten, KBE, CB, DSO e Bar, ED (Sydney, 1 de maio de 1893 - Concordia, 31 de março de 1970) foi um oficial do exército australiano, funcionário público, ativista político e advogado de direita. Alcançou o posto temporário de major general durante a Segunda Guerra Mundial. Wootten ganhou o respeito de seus soldados e superiores. O general Douglas MacArthur descreveu-o como "o melhor soldado do exército australiano que havia para alcançar a posição mais alta".